# Frances Itani
Frances Susan Itani, CM (* 25. August 1942 in Belleville, Ontario) ist eine kanadische Schriftstellerin und Lyrikerin, die mehrere renommierte englischsprachige Literaturpreise gewonnen hat, darunter den Commonwealth Writers’ Prize und mehrfach den "Ottawa-Carleton Book Award". Sie ist für ihre Verdienste um die literarische Kultur mit dem Order of Canada geehrt worden.

## Leben
Frances Itani wurde in Belleville, Ontario, geboren und wuchs in Québec auf. Sie absolvierte eine Ausbildung zur Krankenschwester in Montreal und an der Duke University in North Carolina (1965). Ihr erstes Studium schloss sie mit einem Bachelor of Arts in Psychologie ab. Als Krankenschwester unterrichtete und arbeitete sie acht Jahre am Ottawa Civic Hospital. Nachdem sie sich jedoch in einen Kurs für Kreatives Schreiben in Edmonton bei W. O. Mitchell eingetragen hatte, entschloss sie sich, ihren Beruf zu wechseln und in Zukunft das Schreiben als ihre Profession anzusehen. Das darauffolgende Englisch-Studium schloss sie mit einem B.A in Englisch und einem Magister artium in Englischer Literaturwissenschaft 1981 an der University of New Brunswick ab. Ihre befreundeten Studienkollegen waren damals Audrey Thomas, Danuta Gleed, Gabriella Goliger, Bryan Moon und Rita Donovan. Für die bereits 1996 früh verstorbene Gleed bereitete sie als Herausgeberin, zusammen mit Susan Zettell, die posthume Veröffentlichung ihrer Kurzgeschichtensammlung One of the Chosen (1997) vor.
Itani hat bis heute achtzehn Bücher veröffentlicht, deren Bandbreite über fiktionale Themen, Gedichte, Essays bis hin zu Kinderbüchern reicht.
Die Romane gehören zum Teil zur Gattung des Bildungsromans, zu einem anderen Teil können sie im weitesten Sinne zur Gattung des Historischen Romans gezählt werden.
Nach drei Jahrzehnten, in denen sie mit Gedichten und Kurzgeschichten bereits als bekannte, lokale literarische Größe Kanadas anerkannt war, wuchs sie mit ihrem Romanerstling Defeaning (2003), an dem sie sechs Jahre lang arbeitete, zur internationalen Größe. Die US-amerikanischen Buchrechte konnte sie in der Folge für immerhin 275.000 US-Dollar an Grove Atlantic veräußern, während es dem britischen Verlagshaus Hodder Stoughton sogar 500.000 Dollar wert war.
Ihr Roman Defeaning (2003), der anhand der Biographie Grania O’Neill, einer jungen tauben Frau, die leidvolle Erfahrung derjenigen Kanadier beschrieb, die aus dem Ersten Weltkrieg heimkehrten, gewann den Commonwealth Writers’ Prize für die Region Kanada und Karibik und wurde bis dato in siebzehn Ländern veröffentlicht. Das Buch wurde durch die Erfahrungen ihre eigenen Großmutter mütterlicherseits, Gertie Freeman, geprägt, die mit 18 Monaten taub wurde und zu der Frances Itani ein besonders enges Verhältnis hatte. Als sie 1996 mit ihren Recherchen anfing, hatte sie ursprünglich lediglich eine Novelle verfassen wollen, dass das Andenken ihrer selbst mit 60 Jahren immer noch von ihr „Granny“ genannten Großmutter ehren sollte. Doch nach den ersten Archivstudien zur  Sir James Whitney School for the Deaf in Belleville, Ontario, die Gerie Freeman besucht hatte, wollte sie lieber die Geschichte einer jungen Frau erzählen, die während der ersten zwei Jahrzehnte des 20. Jahrhunderts aufwuchs. Dabei musste sie sich zwangsläufig auch in die Geschichte des Ersten Weltkriegs vertiefen. Dabei beschrieb das kanadische Literaturmagazin Quill and Quire ihre Recherchetechnik als die eines „Method actors“ So besuchte sie die Schlachtfelder des Abnützungskrieges in ganz Europa, brütete einen Sommer über Tageszeitungen und Frontbriefen des War Museum of Canada, lernte die nordamerikanische Gebährdensprache, als sie ehrenamtlich am Ottawa Deaf Centre arbeitete und interviewte fortwährend Gehörlose.
Ihr Bestsellerroman Remembering the Bones, in dem sie die Lebenserfahrungen einer verunglückten 80-jährigen Frau aus Ottawa in deren Erinnerungen auferstehen lässt, stand auf der Shortlist des Commonwealth Prize und wurde ebenfalls in verschiedenen Ländern publiziert. Sie hat bereits dreimal den CBC Literary Award und zweimal den Ottawa Book Award gewonnen.
France Itani schreibt als Rezensentin für die Washington Post und verfasst darüber hinaus Essays für The Globe and Mail, The Walrus, Canadian Geographic, Saturday Night, The Ottawa Citizen und weitere nordamerikanische Zeitschriften und Magazine. Außerdem gehört sie zu dem Advisory Board for Youth in Motion's 'Top 20 Under 20. Des Weiteren hat sie wiederholt Kreatives Schreiben am Banff Centre unterrichtet, arbeitete in der Leighton Artists’ Colony, war im Banff International Literary Translation Centre involviert.
Ihr letzter Roman, Requiem, erzählt die Geschichte des japanischen bildenden Künstlers Bin Okuma, der seine eigene Vergangenheit und die seiner Familie Revue passieren lässt, vor dem Hintergrund der kanadischen Internierungslager für Japaner während des Zweiten Weltkriegs. Bis jetzt sind drei Werke Itanis ins Deutsche übertragen worden.
Frances Itani lebt in Ottawa und ist verheiratet mit Ted Hill, mit dem sie zwei Kinder hat. In früheren Jahren lebte sie aufgrund der beruflichen Tätigkeit ihres Mannes mit dem Schwerpunkt Genf zeitweise auch in England und in Kroatien, hier während des Krieges in Jugoslawien, um dann später nach Deutschland zu ziehen.
Sie beherrscht neben ihrer Muttersprache Französisch und Deutsch. Um sich körperlich fit zu halten, wandert sie viel und übt pro Tag 17 Minuten lang Taijiquan.

## Stil und Motive
Itanis bevorzugtes Arbeitsmotiv ist die Visualisierung der menschlichen Verhaltens, wie sie im Vorwort ihrer Kurzgeschichtensammlung Poached Egg on Toast (2004) schildert: „No matter what the story, my interest is in the human condition, the perpetually amazing range of struggles and delights that make up human behaviour.“ – „Unabhängig von der Geschichte gilt mein Interesse den menschlichen Lebensumständen, der fortwährenden erstaunlichen Bandbreite von Widerständen und Freuden, die das menschliche Verhalten ausmachen.“
Itani berichtete auf der Seite der mit ihr seit den literarischen Anfängen befreundeten Autorenkollegin Gail Anderson-Dargatz, dass sie stets an ihren Zeilen feilen würde, um allmählich zur Perfektion zu gelangen. So habe sie zwar ihrem Verlag das nächste Manuskript für 2013 zugesagt, aber aufgrund ihres eigenen Perfektionismus würde daraus mit Sicherheit erst Herbst 2014 werden: „One of the ways of working at this is, of course, by rewriting. Reworking every sentence. Reading aloud dozens of times. Hundreds, if necessary. Changing the beat. Adding a beat when one is not expected. Pulling back, farther and farther. Making the work more concrete. Leaving room for the reader to stride in and take hold of our story as if it’s one s/he is experiencing rather than one held at arms’ length. I don’t want to keep my readers somewhere off in the distance, looking in from outside. Our readers are our willing partners.“ – „Einer der Wege an den Texten zu arbeiten, ist selbstverständlich das Neuschreiben. Jeden Satz überarbeiten. Dutzende Male den Text laut zu lesen. Wieder zurückgehen, weiter und weiter. Die Arbeit weiter konkretisieren. Dem Leser Raum lassen, damit er sich in die Geschichte einfügen kann und ihm die Geschichte präsentieren, dass er zumindest auf Armeslänge daran teilhaben kann. Unsere Leser sind unsere willigen Partner.“
Als Arbeitsmotto bewahrt die Schriftstellerin ein Zitat von Willy Lomans Ehefrau aus Arthur Millers Death of a Salesman auf ihrem Schreibtisch auf: „Attention must be paid.“

## Rezensionen
- “Deafening presents a unique dual adventure, delving simultaneously into the world of deafness and the horrible carnage (and explosive din) of trench warfare.”[5]
- „Der kanadischen Autorin Frances Itani ist es wider Erwarten gelungen, in ihrem ersten Roman mit dem Titel Betäubend in diesen fremden Kosmos der absoluten Geräuschlosigkeit einzudringen, in dem Sprache und Denken, Bedeutungen und Begriffe, Bilder und Laute an seine natürlichen Grenzen stoßen.“[8]
- “Requiem is an exploration of the places history is stored: letters, art, music, literature, and the human body itself. It’s also an expertly crafted sketch of a sympathetic character’s vivid, complex, and subtle life.”[9]

## Rezeption
Ein vergleichender Literaturwissenschaftler stellte fest, dass Frances Itani zusammen mit Gail Anderson-Dargatz, Andrew Pyper und Kerri Sakamoto zu jenen modernen kanadischen Autoren gehört, die im Gegensatz zu Michael Ondaatje, trotz einer wohlwollenden Aufnahme durch die Kritik in der Presse, keinen entsprechenden Verkaufserfolg in den Vereinigten Staaten verbuchen konnten, weil Veränderungen der postkolonialen kanadischen Literaturszene von den US-Literaturwissenschaftlern nicht registriert worden sind.

## Werk
Gedichte
- No other lodgings. Fiddlehead Poetry Books, Fredericton 1978
- Rentee Bay: poems from the Bay of Quinte, 1785-89. Quarry Press, Kingston (Ontario) 1983 ISBN 0-919627-06-4
- A season of mourning. Brick Books, Ilderton ON 1988 ISBN 0-919626-40-8

Kinderbücher
- Linger By the Sea. Illustr. Molly Lamb Bobak. Brunswick Press, Fredericton 1979 ISBN 0-88790-108-5
- Missing. Grass Roots Press, Edmonton 2011 ISBN 978-1-926583-36-5
- Listen! Grass Roots Press, Edmonton 2012 ISBN 978-1-926583-81-5

Kurzgeschichten
- Ten short stories. (Thesis (M.A.) - University of New Brunswick, 1980) National Library of Canada, Ottawa 1981 ISBN 0-315-00053-8
- Pack Ice. Oberon Press, Ottawa 1989 ISBN 0-88750-775-1
- Truth or lies. Oberon Press, Ottawa 1989 ISBN 0-88750-754-9
- Man Without Face. Oberon Press, Ottawa 1994 ISBN 0-88750-952-5
- Leaning, Leaning Over Water. A novel in ten stories. HarperCollins, Toronto 1998 ISBN 0-340-83863-9
  - Übers. Patricia Klobusiczky: Über dem Strom. Ein Roman in zehn Geschichten. Berlin Verlag, 2009 ISBN 978-3-8270-0622-6
- Truth or lies. Oberon Press, Ottawa 1989 ISBN 0-88750-754-9
- Poached Egg on Toast. HarperCollins, Toronto 2004 ISBN 0-00-200584-0

Romane
- Deafening. Atlantic Monthly Press, New York 2003, ISBN 0-87113-902-2
  - Übers. Brigitte Gerlinghoff: Betäubend. Berlin Verlag, 2003 u.ö. ISBN 3-8270-0515-9
- Remembering The Bones. Atlantic Monthly Press, New York 2007 ISBN 978-0-87113-977-1
  - Übers. Patricia Klobusiczky: Der Geburtstag. Berlin Verlag, 2011 ISBN 978-3-8270-0847-3
- Requiem. HarperCollins, Toronto 2011 ISBN 978-1-4434-0689-5
  - Übers. Patricia Klobusiczky: Requiem. Berlin Verlag, 2014

als Herausgeberin
- Danuta Gleed: One of the Cosen. Hgg. Frances Itani, Susan Zettell[11], BuschekBooks, Ottawa 1997 ISBN 0-9699904-3-X

als Mit-Autorin
- mit Carol Shields, Gwendolyn MacEwen, David Lewis Stein, Tom Marshall, Bonnie Burnard, Elizabeth Spencer, Nora Keeling, Héléne Holden, Robin Mathews, Audrey Callahan Thomas, Mavis Gallant: 84 best Canadian stories. Hgg., Beiträge David Helwig, Sandra Martin. Oberon Press, Ottawa 1984 ISBN 0-88750-545-7
- mit Sheila Delany, Judith Pond: Coming attractions. Kurzgeschichtensammlung. Oberon, Ottawa 1985 ISBN 0-88750-592-9

Essays, Rezensionen (Auswahl)
- Looking Into the Eye of the Whale. In: Journal of Canadian studies. Revue d’études canadiennes, 30, Nr. 4, 1995, S. 152 ff.
- Books in Review - Authors Reviewed. In: Canadian literature, 173, 2002, S. 186 ff.
- mit Alan Cheuse, Wanda Coleman, Russell Banks: Off the air – Reviews. In: World literature today. 82, Nr. 4, 2008, S. 13 ff.

## Auszeichnungen und Nominierungen
- 1987: Canadian Fiction magazine, Kategorie: Beste Kurzgeschichte, für After the Rain, 1987
- 1994: "Ottawa-Carleton Book Award for Fiction" für Man Without Face
- 2003: "Drummer General’s Award for fiction" für Deafening
- 2004: Commonwealth Writers’ Prize for Best Book (Caribbean & Canada region) für Deafening
- 2005: Shortlist des "William Saroyan International Literary Prize" für Deafening
- 2005: Shortlist International IMPAC Dublin Literary Award, für Deafening
- 2006: Deafening wurde auf die Auswahlliste von Canada Reads gesetzt.[12]
- 2006: Une coquille de silence, die französische Übersetzung von Deafening, wurde in die Auswahl von Le combat des livres aufgenommen.
- 2021: Matt-Cohen-Preis
- Member des Order of Canada[13]